# Presidentval
Presidentval är val av statschef i länder där statschefen bär titeln president och denna post tillsätts genom val.
President är den vanligaste titeln för statschefen i länder där statsskicket är republik. Valet går emellertid till på olika sätt i olika länder. I många fall tillämpas direkt val, i andra fall använder man olika former av indirekt val.

## Finland
Finlands president utses i direkt val. Om ingen kandidat får majoritet i valet, förrättas ett andra val mellan de två kandidater som erhållit flest röster. Presidentval har hållits vid flera tillfällen sedan Finland blev självständigt.

## USA
USA:s president utses genom indirekt val. Väljarna väljer elektorer till ett elektorskollegium, som i sin tur samlas och väljer president. Presidentval hålls i november var fjärde år, elektorskollegiet sammanträder i december och den ny- eller omvalda presidenten tillträder den nya mandatperioden i januari året efter. Se även: Primärval.